# نعمة الصباغ
نعمة سليمان الصباغ (1886-1971) هو شاعر ومربٍ فلسطيني لقب بشاعر الناصرة الأول. درس في المدرسة البروتستانتية في الناصرة ثم في مدرسة الجمعية الإمبراطورية الروسية الفلسطينية، وتخرج في عام 1904 من دار المعلمين ليبدأ مسيرته التربوية. عمل في العديد من المدراس بدءًا من مدرسته التي درَس فيها في الناصرة، إلى لبنان، والقدس، وبيت لحم حتى أُحيل للتقاعد عام 1941. رحل إلى لبنان إثر نكبة عام 1948، حيث عمل مديرًا للقسم العربي في مدرسة ثانوية، ثم استاذًا للغة العربية في كلية طرابلس الشام حتى عاد إلى بيروت ليتفرغ لعمله الشعري.

## شعره
يتميز شعر نعمة الصباغ بالتجديد والسهولة من حيث المعاني حيث يبتعد عن التعمق في الألفاظ، ونظم قصائد في الشعر العمودي، وشعر الموشح، واتقن العروض، وكان يستخدم حساب الجُّمل في تأريخ المناسبات. كما كتب في النثر حيث ابتعد عن أسلوب السجع القديم واتبع نثر الحداثة الذي انتشر مع بداية عصر النهضة في فلسطين. تنوعت موضوعاته حيث كتب شعرًا في المديح، والغزل، والرثاء، والمرأة، والمجتمع، فكان من أوائل المساهمين في إثراء الشعر العربي الحديث.
نُشرت أعماله الشعرية في صحف المهجر، ومنها: مجلة «قرطبة» الصادرة في الأرجنتين، ومجلة «الفنون» الصادرة في نيويورك. كما نشر بعضًا منه في صحيفة «النفائس» القاهرية وغيرها من الصحف العربية.